# 保罗·布赫海特
保罗·T·布赫海特（英語：Paul Buchheit）是美国计算机程序人员和企业家，Gmail创建者和首席开发人员。他於2000年在会议上提出了後來被Google視為座右铭的“不作恶”。

## 早期生活及教育
布赫海特在纽约韦伯斯特长大，畢業於俄亥俄州克里夫兰市凯斯西储大学。

## 生涯
他曾經在英特尔工作，后来成为Google第23名雇员。
布赫海特为FriendFeed的创始人之一，其在2007年推出，在2009年私下交易中被Facebook收购。
2010年，布赫海特离开了Facebook，成为Y Combinator投资合伙人。从2006年（他开始投资）直到2008年，保罗在32个不同的公司投资约121万美元。他还继续监督自己的约40个天使投资项目（由他自己估计）。

## 荣誉
他赢得了2011年经济学人计算机及通讯领域的奖项。